# Allophylus katangensis
Allophylus katangensis är en kinesträdsväxtart som beskrevs av Lucien Leon Hauman. Allophylus katangensis ingår i släktet Allophylus och familjen kinesträdsväxter. Inga underarter finns listade i Catalogue of Life.